# Diamond Princess
『Diamond Princess』（ダイアモンド・プリンセス）は、日本のシンガーソングライター・加藤ミリヤの2枚目のオリジナル・アルバム。2007年3月7日にSony Music Records内のレーベルMASTERSIX FOUNDATIONから発売された。

## 概要
1枚目のアルバム『Rose』から約1年ぶりのリリース。前作以降にリリースされたシングル曲4曲を含む全15曲収録。
前作同様、初回生産限定盤などの設定はなく、通常盤のみで販売。同年11月1日から12月20日にかけて、期間限定としてスペシャルゴールド仕様スリーブケース付が再リリースされた。
このアルバムを携えて、初のワンマンツアー「Diamond Princess Tour 2007」を催した。

## 収録曲
1. Diamond (1:04)
作詞：Miliyah / 作曲：Miliyah / 編曲：Jeff Miyahara
  - 本アルバムのオープニングを飾るテーマ曲
2. Eyes on you (4:54)
作詞：Miliyah / 作曲：Miliyah / 編曲：YANAGIMAN
  - 8thシングル表題曲
  - 東宝配給映画「バブルへGO!! タイムマシンはドラム式」主題歌
  - dwango「いろメロミックスDX」CMソング
3. Last Summer (4:40)
作詞：Miliyah / 作曲：Miliyah / 編曲：3rd Productions
  - 6thシングル表題曲
  - テレビ東京系「流派-R」オープニング・テーマ
  - dwango「いろメロミックスDX」CMソング
4. このままずっと朝まで (4:04)
作詞：Miliyah / 作曲：Anthony Kelly、Mark Wolfe、Steven Marsden、Wayne Passley / 編曲：3rd Productions
  - 8thシングルカップリング曲
  - Tanto Metro & Devonteの楽曲「Everyone Falls In Love」をサンプリング。
  - テレビ東京系「流派-R」オープニング・テーマ
  - テレビ東京系「流派-R」エンディング・テーマ
  - dwango「いろメロミックスDX」CMソング
5. Luvsong (4:19)
作詞：Miliyah / 作曲：3rd Productions / 編曲：3rd Productions
6. FAMILY (4:56)
作詞：Miliyah / 作曲：Miliyah, Maestro-T / 編曲：Maestro-T
7. Caught up (4:07)
作詞：Miliyah /  作曲：Miliyah / 編曲：3rd Productions
  - 5thシングルカップリング曲
  - カメリアダイヤモンドCMソング
8. My Soul (3:26)
作詞：Miliyah / 作曲：Miliyah / 編曲：3rd Productions
9. Cry no more (4:07)
作詞：Miliyah / 作曲：Miliyah / 編曲：Tomokazu Matsuzawa
10. I WILL (4:54)
作詞：Miliyah / 作曲：Miliyah / 編曲：3rd Productions
  - 7thシングル表題曲
  - 松竹配給映画「オトシモノ」主題歌
  - テレビ東京系「流派-R」オープニング・テーマ
11. ソツギョウ (5:19)
作詞：Miliyah / 作曲：Miliyah / 編曲：3rd Productions
  - 5thシングル表題曲
  - テレビ東京系「流派-R」オープニング・テーマ
12. 忘れないから (4:50)
作詞：Miliyah / 作曲：Miliyah / 編曲：3rd Productions
  - dwango「いろメロミックスDX」CMソング
13. So special (3:57)
作詞：Miliyah / 作曲：Miliyah / 編曲：DJ Mitsu the Beats、Jazzy Sports Productions
14. Paradise (3:50)
作詞：Miliyah / 作曲：Miliyah / 編曲：3rd Productions
15. Wonderful (3:39)
作詞：Miliyah / 作曲：Miliyah / 編曲：3rd Productions